# Bonner Molen
De Bonner molen was een korenmolen in de buurtschap Bonnen in de gemeente Aa en Hunze.  

## Geschiedenis
Bakker Hendrik Speelman vroeg op 2 januari 1908 toestemming aan de burgemeester van de toenmalige gemeente Gieten om een molen te mogen bouwen op het erf achter zijn huis en bakkerij. Op 11 februari 1908 kreeg hij de benodigde Hinderwetvergunning. De houtzaagmolen/korenmolen van de familie Mulder te Gasselternijveen werd door Speelman aangekocht en in Bonnen op een nieuw gemetselde romp geplaatst. 
Na het overlijden van Hendrik Speelman in 1918 werd het bedrijf voortgezet door zoons Antoon en Hendrik junior. Rond die tijd waren de remkleppen al van de wieken verdwenen en werd er al niet veel meer met de wind gemalen. Incidenteel werd gebruikgemaakt van zeilen op de wieken om toch met de wind te kunnen malen. Een verzoek om de maalderij op stoom te laten lopen werd afgewezen, maar aandrijving door middel van een elektromotor mocht wel, wat dan ook gebeurde.

## Afbraak
Het bedrijf ging failliet in 1928. Geld voor het benodigde onderhoud ontbrak en daarom werd de kap met het gevlucht verwijderd. Er werd uitsluitend gemalen met de elektromotor. Dat stopte toen in 1954 de Coöperatieve Zuivelfabriek Bonnen/Gieten met een maalderij begon. Kort na de Tweede Wereldoorlog is ook het achtkant afgebroken. De grenen balken werden verkocht aan een scheepstimmerman in Hoogezand. De romp ten slotte is afgebroken in de winter van 1986/1987 om plaats te maken voor een garagebedrijf.